# Asura obliquata
Asura obliquata är en fjärilsart som beskrevs av Embrik Strand 1922. Asura obliquata ingår i släktet Asura och familjen björnspinnare. Inga underarter finns listade i Catalogue of Life.